# Anna Turvey
Anna Catherine Turvey (* 5. Februar 1980 in Newcastle upon Tyne) ist eine ehemalige britische Radsportlerin, die für Irland startete.

## Sportlicher Werdegang
2013 wurde Anna Turvey, die bis dahin hauptsächlich als Triathletin aktiv war, Zweite der nationalen Zeitfahrmeisterschaft über 25 Meilen des RTTC, des britischen Verbandes für Zeitfahren und wurde Achte der britischen Meisterschaft. Im November 2013 wurde Turvey Mitglied des Scottish Cycling Performance Program, um sich auf die Commonwealth Games 2014 in Glasgow vorzubereiten. Sie qualifizierte sich für das Zeitfahren auf der Straße und die Einerverfolgung auf der Bahn. Im Einzelzeitfahren belegte sie Rang neun und in der Einerverfolgung Platz zwölf.
Im Dezember 2015 entschied sich Turvey, künftig für den irische Verband Irish Cycling zu starten. Das war möglich, weil ihre Mutter Irin ist. Im Juni 2016 wurde sie irische Zeitfahrmeisterin. Im Herbst nahm sie an den Bahneuropameisterschaften teil: In der Einerverfolgung errang sie Bronze, und in der Mannschaftsverfolgung belegte sie gemeinsam mit Lydia Boylan, Lydia Gurley and Eileen Burns Platz acht. 2019 wurde sie irische Vize-Meisterin im Einzelzeitfahren.

## Berufliches
Anna Turvey ist von Beruf gelernte Optikerin.

## Erfolge
2016
- Bahn-Europameisterschaft – Einerverfolgung
- Irische Meisterin – Einzelzeitfahren